# Potomac Mills (comté de Prince William, Virginie)
 (mars 2025).
Potomac Mills est une census-designated place située dans le comté de Prince William, dans l’État de Virginie, aux États-Unis. Lors du recensement de 2020, elle comptait 6 332 habitants.